# 张耀庭旧居
张耀庭旧居又称“荣安楼”，是中华民国国民政府时期天津机场（今张贵庄机场）的设计者张耀庭及其家族在天津的故居。建于1933年，位于当时的天津英租界的大北道（Derby Road）（今和平区贵州路6-14号），该建筑现为民居。

## 建筑
张耀庭旧居建于二十世纪30年代，该楼的设计者和建设者为张耀庭，他居住在这里直至中华人民共和国成立。之后，建筑的居住者为机场的相关人员。张耀庭旧居为三层砖混结构楼房，设有开敞阳台，周围以拱券修饰，山墙面由优质黏土砖砌筑并设有采用黏土砖砌成的疙瘩墙。屋顶在唐山大地震中受到破坏，后来没有对其独特的瓦顶和檐口进行恢复。